# أمادو سانوغو
النقيب أحمدو سانوغو، عسكري من مالي. قاد الانقلاب العسكري الذي أطاح بالرئيس حامادو توماني توري ظهر يوم الخميس 22 مارس 2012 قرابة الساعة الرابعة عصراً مع مجموعة من الجنود العسكريين معلنين إسقاط النظام غير الصالح حسب وصفهم وحل جميع المؤسسات وتعليق الدستور وفرض حظر للتجول معلناً ان أسباب الانقلاب هي عدم توفر المعدات اللازمة للدفاع عن أرض الوطن بأيدي الجيش لمحاربة التمرد والمجموعات المسلحة في الشمال وعجز السلطة عن مكافحة الإرهاب وأضاف إن العسكريين يتعهدون بإعادة السلطة المدنية وإقامة حكومة وحدة وطنية